# Grafrath (Kottgeisering)
Grafrath ist ein Gemeindeteil von Kottgeisering im oberbayerischen Landkreis Fürstenfeldbruck.
Die Siedlung liegt circa einen Kilometer nordöstlich von Kottgeisering beidseits der Bahnstrecke München–Buchloe etwa 500 Meter südwestlich der S-Bahn-Station Grafrath. Im Nordosten ist sie baulich verbunden mit dem Gemeindeteil Grafrath (Kirchdorf) der Gemeinde Grafrath. Der Anschluss an den überörtlichen Straßenverkehr erfolgt hauptsächlich über die Kreisstraße FFB 5.

## Geschichte
Erstmals im Amtlichen Ortsverzeichnis von 1952 wird die Siedlung Grafrath als Ort der Gemeinde Kottgeisering genannt. Bei der Volkszählung am 13. September 1950 wurden 15 Wohngebäude und 198 Einwohner festgestellt. Einige Wohngebäude im Bestand in der Villenstraße stammen aus dem Beginn des 20. Jahrhunderts.

## Baudenkmäler
Siehe: Liste der Baudenkmäler in Grafrath